# Jakub Smrž
Jakub Smrž (České Budějovice, 7 aprile 1983) è un pilota motociclistico ceco ritiratosi dall'attività agonistica.

## Carriera
Anche suo fratello, Matěj, ha gareggiato come pilota professionista.

### Gli inizi
Dopo aver gareggiato nelle competizioni nazionali di velocità ceche, dove nella sua carriera ha ottenuto 3 titoli, fa il suo esordio nel Motomondiale nel 1998, disputando il GP della Repubblica Ceca nella classe 125 usufruendo di una wild card. L'anno seguente ne ottiene un'altra sempre nella stessa occasione, ma in nessuna delle due occasioni ottiene punti per la classifica mondiale. Sempre nel 1999 partecipa con continuità al campionato Europeo Velocità, piazzandosi al 10º posto al termine della stagione; l'anno successivo giunge invece al secondo posto. Nel motomondiale 2000 disputa due gran premi e grazie all'undicesimo posto ottenuto in Repubblica Ceca ottiene i suoi primi punti e si classifica 28º nella classifica piloti 125. 

### Classi 125 e 250
La prima stagione completa di gare è quella del 2001, corsa come quelle precedenti alla guida di una Honda, dove si piazza al 17º posto nella classifica finale. Nel motomondiale 2002 corre la prima parte della stagione sempre nella stessa classe per passare poi alla 250. Dal 2003 al 2006 partecipa continuativamente alla classe 250, correndo dapprima con moto Honda e successivamente con una Aprilia RSV 250 del team Cardion AB Motoracing. Proprio nell'unica stagione corsa con la moto italiana nel 2006, ottiene il dodicesimo posto finale in campionato, suo miglior piazzamento in carriera nel motomondiale. Nel 2003 inoltre, partecipa al Gran Premio di Francia nella Superstock 1000 FIM Cup: sostituisce il fratello Matěj in sella alla Honda CBR 900RR del STK Czech Accr. Team chiudendo quindicesimo.

### Mondiale Superbike

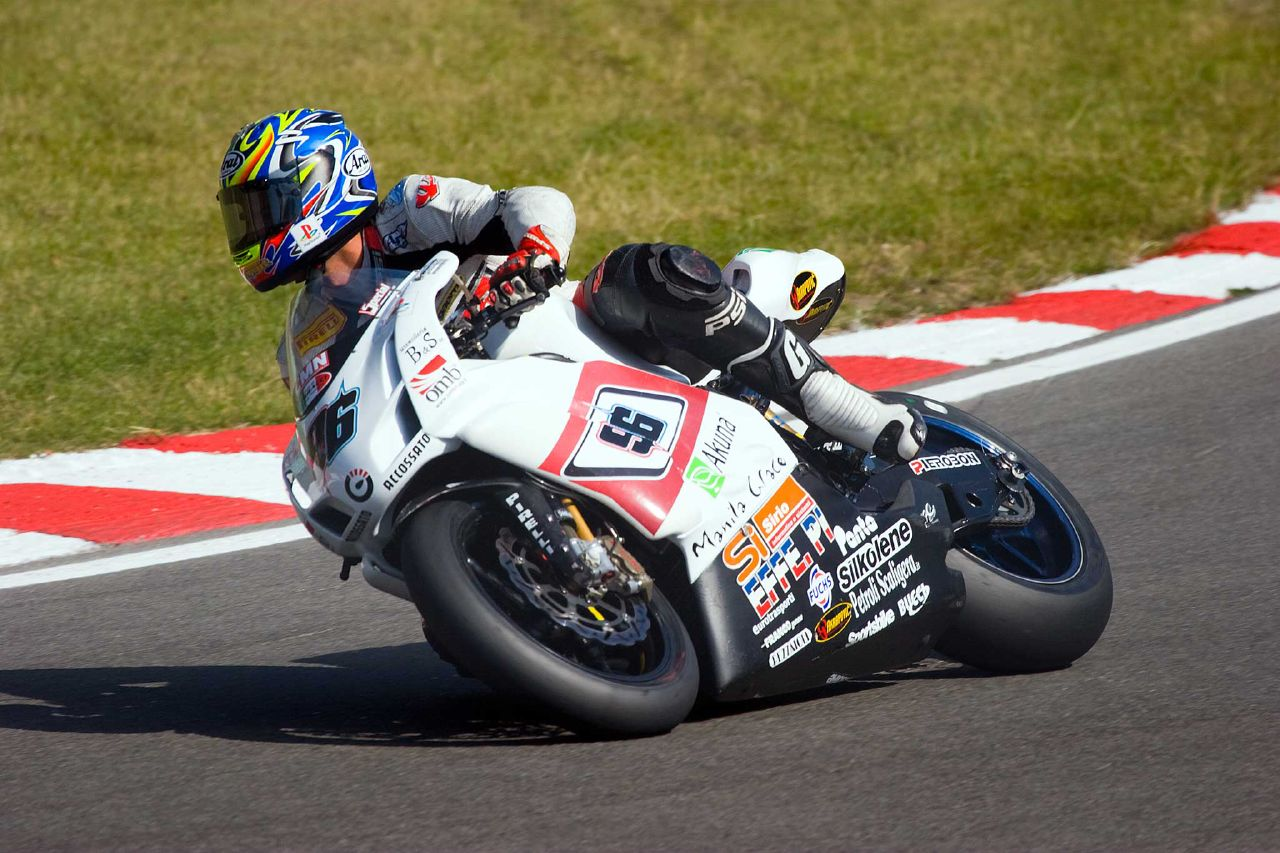
Smrž nel 2007 a Brands Hatch con la Ducati 999 F05.

Nel 2007 si trasferisce nel campionato mondiale Superbike, prendendovi parte con una Ducati 999 F05 del team Caracchi Ducati SC, mantenendo il 96 come numero identificativo. L'anno successivo è ancora nel mondiale Superbike con una Ducati 1098 RS 08 del team Guandalini Racing. Confermato con la stessa moto e lo stesso team nel 2009, realizza il terzo posto ad Assen e la pole position di Misano Adriatico come eventi da annotare. Nel 2010 fa parte del team PATA B&G Racing (squadra creata dalla fusione del team Guandalini Racing con il team BRC Racing di Marco Borciani), inizia la stagione con la Ducati 1098R passando, dalla gara di Brno, alla guida dell'Aprilia RSV4 Factory. Si posiziona tredicesimo nella classifica di campionato con 110 punti, collezionando con la 1098R ad inizio stagione molti ritiri, nella seconda parte il passaggio alla RSV4 lo rivitalizza in parte consentendogli di arrivare quarto in gara 1 al GP d'Italia ad Imola e di dare un piccolo contributo al titolo costruttori dell'Aprilia.
Nel 2011 torna alla guida della Ducati 1098R, gareggiando per il team Effenbert - Liberty Racing e conquistando due secondi posti nelle gare disputate sul circuito di Donington Park e al Miller Motorsports Park. Chiude la stagione al quattordicesimo posto con 127 punti ottenuti. Nel 2012 partecipa ai primi dieci eventi del Campionato mondiale Superbike, con lo stesso team e la stessa moto della stagione precedente. Ottiene una Superpole ed un podio nel Gran Premio di Silverstone in Gran Bretagna. chiude la stagione al quindicesimo posto in classifica piloti con 92,5 punti ottenuti. Termina la stagione prendendo parte alle ultime prove del British Superbike Championship dove, in sella ad un'Aprilia, conquista otto punti classificandosi ventinovesimo.
Torna dopo cinque anni nel mondiale Superbike partecipando al Gran Premio degli Stati Uniti a Laguna Seca in sella ad una Yamaha YZF-R1 del team Guandalini Racing in sostituzione di Riccardo Russo. Non ottiene punti validi per la classifica piloti. Nel 2018 è chiamato a sostituire il connazionale Karel Hanika in sella alla Yamaha del team Guandalini negli ultimi quattro eventi stagionali. Non ottiene punti validi per la classifica mondiale. Terminata la propria carriera agonistica rimane nel mondo del motociclismo in veste di Team manager gestendo una propria squadra.

## Risultati in gara

### Motomondiale

#### Classe 125
| 1998 | Classe | Moto  |  |  |  |  |  |  |  |  |  |     |  |  |  |  |  |  | Punti | Pos. |
| ---- | ------ | ----- |  |  |  |  |  |  |  |  |  | --- |  |  |  |  |  |  | ----- | ---- |
| 1998 | 125    | Honda |  |  |  |  |  |  |  |  |  | Rit |  |  |  |  |  |  | 0     |      |

| 1999 | Classe | Moto  |  |  |  |  |  |  |  |  |  |    |  |  |  |  |  |  | Punti | Pos. |
| ---- | ------ | ----- |  |  |  |  |  |  |  |  |  | -- |  |  |  |  |  |  | ----- | ---- |
| 1999 | 125    | Honda |  |  |  |  |  |  |  |  |  | 21 |  |  |  |  |  |  | 0     |      |

| 2000 | Classe | Moto  |  |  |  |  |  |  |  |  |  |    |    |  |  |  |  |  | Punti | Pos. |
| ---- | ------ | ----- |  |  |  |  |  |  |  |  |  | -- | -- |  |  |  |  |  | ----- | ---- |
| 2000 | 125    | Honda |  |  |  |  |  |  |  |  |  | 18 | 11 |  |  |  |  |  | 5     | 28º  |

| 2001 | Classe | Moto  |    |     |    |    |     |    |   |    |   |   |   |    |     |    |     |   | Punti | Pos. |
| ---- | ------ | ----- | -- | --- | -- | -- | --- | -- | - | -- | - | - | - | -- | --- | -- | --- | - | ----- | ---- |
| 2001 | 125    | Honda | 21 | Rit | 15 | 18 | Rit | 19 | 5 | 13 | 9 | 6 | 6 | 21 | Rit | 19 | Rit | 8 | 50    | 17º  |

| 2002 | Classe | Moto  |     |     |    |     |     |    |    |  |  |  |  |  |  |  |  |  | Punti | Pos. |
| ---- | ------ | ----- | --- | --- | -- | --- | --- | -- | -- |  |  |  |  |  |  |  |  |  | ----- | ---- |
| 2002 | 125    | Honda | Rit | Rit | 13 | Rit | Rit | 16 | 22 |  |  |  |  |  |  |  |  |  | 3     | 32º  |

| Legenda | 1º posto        | 2º posto            | 3º posto            | A punti      | Senza punti        | Grassetto – Pole position Corsivo – Giro più veloce |
| Legenda | Gara non valida | Non qual./Non part. | Ritirato/Non class. | Squalificato | '-' Dato non disp. | Grassetto – Pole position Corsivo – Giro più veloce |

#### Classe 250
| 2002 | Classe | Moto  |  |  |  |  |  |  |  |  |  |  |  |    |    |    |    |     |  | Punti | Pos. |
| ---- | ------ | ----- |  |  |  |  |  |  |  |  |  |  |  | -- | -- | -- | -- | --- |  | ----- | ---- |
| 2002 | 250    | Honda |  |  |  |  |  |  |  |  |  |  |  | 15 | 24 | 16 | 17 | Rit |  | 1     | 36º  |

| 2003 | Classe | Moto  |    |     |    |    |    |     |    |    |    |     |     |  |    |  |  |    |  | Punti | Pos. |
| ---- | ------ | ----- | -- | --- | -- | -- | -- | --- | -- | -- | -- | --- | --- |  | -- |  |  | -- |  | ----- | ---- |
| 2003 | 250    | Honda | 15 | Rit | 17 | 19 | 14 | Rit | 12 | 14 | 13 | Rit | Rit |  | 18 |  |  | 14 |  | 14    | 24º  |

| 2004 | Classe | Moto  |    |     |    |     |    |     |     |    |    |    |    |     |    |    |    |    |  | Punti | Pos. |
| ---- | ------ | ----- | -- | --- | -- | --- | -- | --- | --- | -- | -- | -- | -- | --- | -- | -- | -- | -- |  | ----- | ---- |
| 2004 | 250    | Honda | 21 | Rit | 11 | Rit | 15 | Rit | Rit | 15 | 15 | 14 | 14 | Rit | 17 | 14 | 13 | 13 |  | 20    | 20º  |

| 2005 | Classe | Moto  |     |    |    |    |     |     |    |    |    |    |    |     |    |     |    |    |    | Punti | Pos. |
| ---- | ------ | ----- | --- | -- | -- | -- | --- | --- | -- | -- | -- | -- | -- | --- | -- | --- | -- | -- | -- | ----- | ---- |
| 2005 | 250    | Honda | Rit | 12 | 14 | 16 | Rit | Rit | 16 | NE | 16 | 16 | 11 | Rit | 19 | Rit | 13 | 15 | 12 | 19    | 20º  |

| 2006 | Classe | Moto    |     |    |   |    |    |     |     |     |    |    |    |    |     |   |     |    |    | Punti | Pos. |
| ---- | ------ | ------- | --- | -- | - | -- | -- | --- | --- | --- | -- | -- | -- | -- | --- | - | --- | -- | -- | ----- | ---- |
| 2006 | 250    | Aprilia | Rit | 10 | 7 | 10 | 10 | Rit | Rit | Rit | 11 | 14 | NE | 10 | Rit | 8 | Rit | 11 | 11 | 58    | 12º  |

| Legenda | 1º posto        | 2º posto            | 3º posto            | A punti      | Senza punti        | Grassetto – Pole position Corsivo – Giro più veloce |
| Legenda | Gara non valida | Non qual./Non part. | Ritirato/Non class. | Squalificato | '-' Dato non disp. | Grassetto – Pole position Corsivo – Giro più veloce |

### Campionato mondiale Superbike
| 2007 | Moto   |    |    |    |    |    |   |    |    |    |   |    |    |     |    |    |    |     |    |    |     |    |    |    |     |     |     |  |  | Punti | Pos. |
| ---- | ------ | -- | -- | -- | -- | -- | - | -- | -- | -- | - | -- | -- | --- | -- | -- | -- | --- | -- | -- | --- | -- | -- | -- | --- | --- | --- |  |  | ----- | ---- |
| 2007 | Ducati | 14 | 16 | 14 | 11 | 10 | 8 | 14 | 17 | 11 | 9 | 15 | 10 | Rit | AN | 10 | 13 | Rit | 13 | 14 | Rit | 13 | 16 | 11 | Rit | Rit | Rit |  |  | 66    | 14º  |

| 2008 | Moto   |    |   |     |    |    |    |   |   |    |     |   |    |    |     |   |   |     |    |   |   |   |    |    |    |     |    |     |    | Punti | Pos. |
| ---- | ------ | -- | - | --- | -- | -- | -- | - | - | -- | --- | - | -- | -- | --- | - | - | --- | -- | - | - | - | -- | -- | -- | --- | -- | --- | -- | ----- | ---- |
| 2008 | Ducati | 10 | 9 | Rit | 18 | 14 | 14 | 6 | 8 | 10 | Rit | 6 | SQ | 11 | Rit | 7 | 9 | Rit | 11 | 9 | 9 | 6 | 12 | 13 | 11 | Rit | 13 | Rit | 12 | 120   | 13º  |

| 2009 | Moto   |   |   |     |    |     |    |   |   |    |   |    |    |   |   |   |   |   |     |   |   |    |    |   |   |    |     |     |   | Punti | Pos. |
| ---- | ------ | - | - | --- | -- | --- | -- | - | - | -- | - | -- | -- | - | - | - | - | - | --- | - | - | -- | -- | - | - | -- | --- | --- | - | ----- | ---- |
| 2009 | Ducati | 9 | 7 | Rit | 17 | Rit | 14 | 6 | 3 | 12 | 8 | 14 | 10 | 8 | 6 | 4 | 4 | 9 | Rit | 6 | 9 | 13 | 11 | 8 | 9 | 10 | Rit | Rit | 8 | 169   | 10º  |

| 2010 | Moto             |   |     |     |     |    |    |   |   |    |   |   |   |     |     |     |     |     |     |    |   |     |    |   |     |   |   |  |  | Punti | Pos. |
| ---- | ---------------- | - | --- | --- | --- | -- | -- | - | - | -- | - | - | - | --- | --- | --- | --- | --- | --- | -- | - | --- | -- | - | --- | - | - |  |  | ----- | ---- |
| 2010 | Ducati e Aprilia | 8 | Rit | Rit | Rit | 10 | 10 | 7 | 7 | 15 | 8 | 9 | 9 | Rit | Rit | Rit | Rit | Rit | Rit | 13 | 9 | Rit | 11 | 4 | Rit | 5 | 6 |  |  | 110   | 13º  |

| 2011 | Moto   |   |    |   |   |     |   |    |     |   |   |     |     |     |     |    |     |     |    |     |   |   |     |     |    |    |    |  |  | Punti | Pos. |
| ---- | ------ | - | -- | - | - | --- | - | -- | --- | - | - | --- | --- | --- | --- | -- | --- | --- | -- | --- | - | - | --- | --- | -- | -- | -- |  |  | ----- | ---- |
| 2011 | Ducati | 7 | 11 | 2 | 8 | Rit | 9 | 10 | Rit | 2 | 8 | Rit | Rit | Rit | Rit | 11 | Rit | Rit | 11 | Rit | 3 | 7 | Rit | Rit | NP | 10 | 13 |  |  | 127   | 14º  |

| 2012 | Moto   |   |    |    |   |   |     |    |   |    |     |   |   |   |   |     |    |    |    |    |   |  |  |  |  |  |  |  |  | Punti | Pos. |
| ---- | ------ | - | -- | -- | - | - | --- | -- | - | -- | --- | - | - | - | - | --- | -- | -- | -- | -- | - |  |  |  |  |  |  |  |  | ----- | ---- |
| 2012 | Ducati | 5 | 11 | 11 | 7 | 7 | Rit | AN | 9 | 14 | Rit | 6 | 9 | 9 | 9 | Rit | NP | 10 | 13 | 17 | 3 |  |  |  |  |  |  |  |  | 92,5  | 15º  |

| 2017 | Moto   |  |  |  |  |  |  |  |  |  |  |  |  |  |  |    |    |  |  |  |  |  |  |  |  |  |  |  |  | Punti | Pos. |
| ---- | ------ |  |  |  |  |  |  |  |  |  |  |  |  |  |  | -- | -- |  |  |  |  |  |  |  |  |  |  |  |  | ----- | ---- |
| 2017 | Yamaha |  |  |  |  |  |  |  |  |  |  |  |  |  |  | 18 | 16 |  |  |  |  |  |  |  |  |  |  |  |  | 0     |      |

| 2018 | Moto   |  |  |  |  |  |  |  |  |  |  |  |  |  |  |  |  |  |  |     |     |     |     |     |     |    |    |  |  | Punti | Pos. |
| ---- | ------ |  |  |  |  |  |  |  |  |  |  |  |  |  |  |  |  |  |  | --- | --- | --- | --- | --- | --- | -- | -- |  |  | ----- | ---- |
| 2018 | Yamaha |  |  |  |  |  |  |  |  |  |  |  |  |  |  |  |  |  |  | Rit | Rit | Rit | Rit | Rit | Rit | NP | AN |  |  | 0     |      |

| Legenda | 1º posto        | 2º posto            | 3º posto           | A punti      | Senza punti        | Grassetto – Pole position Corsivo – Giro più veloce |
| Legenda | Gara non valida | Non qual./Non part. | Ritirato/Non class | Squalificato | '-' Dato non disp. | Grassetto – Pole position Corsivo – Giro più veloce |